# Па-де-труа
Па-де-труа́ (фр. pas de trois, букв. 'танок утрьох') — балетний танець для трьох виконавців, а також музика до нього. Є однією з танцювальних форм у балеті, повторює побудову па-де-де з варіацією третього танцівника.
У сучасному цирковому мистецтві «па-де-труа» це також і кінно-акробатичний номер, що виконується трьома наїзниками, які, скачучи, стоять на трьох конях.